# Cap Verde (Schiff, 1900)
Die Cap Verde der Hamburg-Südamerikanischen Dampfschifffahrts-Gesellschaft (HSDG) kam als dritter Cap-Dampfer der Hamburger Reederei 1900 in Dienst.
Das in Flensburg gebaute Schiff wurde nach Auslieferung 1919 im Mai 1922 von der Hamburg-Süd zurückgekauft und als Madeira wieder in Fahrt gebracht. Schon 1925 wurde es an den Lloyd Brasileiro weiterverkauft, der es als Raul Soares vorrangig im brasilianischen Küstendienst einsetzte. Zuletzt diente das Schiff als Gefängnis, ehe es im November 1965 in Rio de Janeiro abgewrackt wurde.

## Bau- und Einsatzgeschichte
Zur Jahrhundertwende bestellte die drei verbesserte Ausführungen der Asuncion-Klasse, von der die Reederei elf Schiffe zwischen 1895 und 1899 von den Werften Blohm & Voss und Reiherstieg erhalten hatte. Bei diesen etwas unter 5000 BRT großen Schiffen hatte man die Zahl der Kabinenplätze von anfangs 24 auf 50 gesteigert. Die neuen Schiffe sollten mit den besten Passagierschiffen nach Südamerika konkurrieren und sollten Platz für 80 Passagiere erster Klasse bieten. Die Geschwindigkeit der erstmals über 5000 BRT großen Schiffe wurde allerdings mit einer Dienstgeschwindigkeit von 12,5 kn nur leicht erhöht. Da die HSDG ihren Verkehr ohne Subventionen betrieb, erschienen stärkere Maschinenanlagen unwirtschaftlich, da, wegen der hohen Kohlenpreise in Südamerika, die Schiffe den gesamten Bedarf in Europa übernahmen. Zudem war die Strecke der HSDG länger als der staatlich geförderten Konkurrenz. Als Markenzeichen erhielten die neuen Schiffe mit Cap beginnende Namen und abweichend von den übrigen Schiffen der Gesellschaft gelbe Schornsteine.
Die beiden ersten Schiffe der Cap-Klasse wurden 1900 als Cap Frio und Cap Roca von der Reiherstiegwerft 1900 fertiggestellt, denen dann als drittes Schiff die von der Flensburger Schiffbau-Gesellschaft (FSG) gefertigte Cap Verde folgte, die am 8. Mai 1900 unter der Baunummer 197 in Flensburg vom Stapel lief und am 27. Juli 1900 abgeliefert wurde. Bis dahin hatte die HSDG ihre Neubauten nur von britischen Werften oder den beiden vorgenannten Hamburger Werften bauen lassen. Allerdings konnte die FSG die Hamburg-Süd nicht als großen Kunden gewinnen und lieferte bis zum Kriegsbeginn 1914 nur zwei weitere Schiffe mit der Santa Maria (1907, 7401 BRT) und der Santa Rosa (1912, 3797 BRT).
Am 5. August 1900 trat die Cap Verde ihre Jungfernreise nach Buenos Aires an. Bis 1914 verblieb sie in diesem Dienst, der ab 1901 als Gemeinschaftsdienst mit der Hamburg-Amerikanischen Packetfahrt-Actien-Gesellschaft (Hapag) betrieben wurde. Der Dienst wurde bis 1907 durch drei zusätzliche Schiffspaare verstärkt. Zuerst kamen 1904 die 7500 BRT großen Cap Blanco und Cap Ortegal, die ersten Doppelschraubendampfer und Drei-Klassen-Schiffe der HSDG, in Dienst, denen 1906/1907 die über 9000 BRT großen Schwesterschiffen Cap Vilano, Cap Arcona sowie den für die Hapag gebauten König Friedrich August und König Wilhelm II folgten, die jeweils die großen Schiffe der Konkurrenz an Größe und Passagierraum übertrafen. Die Hamburg-Süd erlitt auf dieser Route allerdings auch einen Schiffsverlust als die Cap Frio, bei einem Sturm aus Bahia nach Hamburg auslaufend, nahe dem Barra-Leuchtturm strandete und nicht wieder abgebracht werden konnte.
Beim Kriegsausbruch 1914 befand sich die Cap Verde in Hamburg und blieb dort als Auflieger während der Kriegszeit.

### Nachkriegsschicksal
Am 24. Mai 1919 wurde die Cap Verde nach den Bestimmungen der deutschen Kapitulation nach Großbritannien ausgeliefert. Sie sollte von der Peninsular and Oriental Steam Navigation Company bereedert werden, die das Schiff im Oktober 1919 übernahm aber nicht einsetzte. Im März 1921 wurde sie an die „Anglo-Yugoslav Transatlantic“ Co. verkauft, die das Schiff jedoch nicht in Fahrt brachte.
Am 20. Mai 1922 kaufte die Hamburg-Süd ihr altes Schiff zurück und setzte es unter dem neuen Namen Madeira ein. Am 5. August 1922 wurde sie erstmals wieder nach Südamerika eingesetzt. Der Einsatz des alten Schiffes bei der HSDG war allerdings nur von kurzer Dauer. Schon im Juli 1925 wurde die Madeira an den Lloyd Brasileiro verkauft.
Die brasilianische Reederei benannte das Schiff in Raul Soares um nach dem 1924 verstorbenen brasilianischen Politiker Raul Soares de Moura. Sie bereederte seit 1917 auch deren Schwesterschiff Cap Roca unter dem Namen Itu. Das dem Staat gehörende Schwesterschiff wurde 1926 angekauft und in Almirante Alexandrino umbenannt. Beide Schiffe dienten im gemischten Fracht- und Passagierdienst entlang der brasilianischen Küste auch über den Zweiten Weltkrieg hinaus. Daneben führten sie auch Sonderfahrten für verschiedenen Reiseveranstalter durch, die bis zu 60 Tagen dauerten.
Der letzte Einsatz des Schiffes fand 1964 statt, als das Schiff während der brasilianischen Militärdiktatur sieben Monate vor Santos als schwimmendes Gefängnis diente. Auf dem alten Schiff wurden politische Gefangene unter unwürdigen Bedingungen festgehalten.
1965 wurde die ehemalige Cap Verde dann in Rio de Janeiro abgebrochen.
| Schicksal der Schwesterschiffe | Schicksal der Schwesterschiffe | Schicksal der Schwesterschiffe | Schicksal der Schwesterschiffe | Schicksal der Schwesterschiffe | Schicksal der Schwesterschiffe                                                    |
| ------------------------------ | ------------------------------ | ------------------------------ | ------------------------------ | ------------------------------ | --------------------------------------------------------------------------------- |
| Name                           | Bauwerft                       | BRT                            | Stapellauf                     | in Dienst                      | weiteres Schicksal                                                                |
| Cap Frio                       | Reiherstieg BauNr. 404         | 6732                           | 25.11.1899                     | 2.03.1900                      | 30. August 1908 gestrandet, Totalverlust                                          |
| Cap Roca                       | Reiherstieg BauNr. 405         | 5786                           | 7.04.1900                      | 26.06.1900                     | 1917 in Brasilien beschlagnahmt: Ito, 1926 Almirante Alexandrino, 1966 abgewrackt |

#### Erneute Verwendung des Namens
Am 7. März 1956 erhielt die Hamburg-Süd wieder eine Cap Verde von der Lübecker Flender-Werft. Sie gehörte zur zweiten Baureihe von Cap-Motorschiffen mit Ladekühlraum für Früchte, Fleisch und anderes Kühlgut und wurden im Schnelldienst über Rio de Janeiro und Santos bis zum La Plata eingesetzt. Ihre Schwesterschiffe Cap Roca, Cap Ortegal, Cap Finisterre führten ebenfalls Namen von Cap-Dampfern der Zeit vor dem Ersten Weltkrieg. Das weiß gestrichene 151,80 m  lange, 8912  BRT große Schiff bot Platz für zwölf Passagiere und wurde von einem  9-Zyl.- Borsig-FIAT-Zweitaktdiesel von 7000 PS angetrieben, der eine Dienstgeschwindigkeit von 17 kn  ermöglichte.

Ende 1969 wurde die zweite Cap Verde an die Heiner Braasch Seereederei verkauft, wo sie den Namen Hamburger Brücke führte. 1972 erfolgte der Weiterverkauf nach Griechenland und 1980 der Abbruch auf Taiwan.